# おしゃべり音楽マガジン くらこれ!
『おしゃべり音楽マガジン くらこれ!』（おしゃべりおんがくマガジン くらこれ）は、FM大阪で毎週日曜深夜（月曜未明）の1:15-2:15を原則として放送しているクラシック音楽専門の番組である。
2007年ごろ放送開始。関西地方のクラシック音楽情報を提供する。番組では、毎回クラシック音楽の演奏家、クラシック愛好家らをスタジオのゲストに招き、クラシック音楽の魅力を奥深く紹介するとともに、FM大阪に近いタワーレコード難波店のおすすめクラシックCDの紹介なども行われている。

## ディスクジョッキー
- 奥村武司（クラシック音楽ライター　番組編集長）
- 吉川智明（音楽プロデューサー。元FM大阪アナウンサー）
- 金田ハヤト

## 特記事項
FM大阪は日曜深夜 - 月曜未明を含め、終日24時間放送をしているが、数か月に一度の割で、月曜未明（日曜深夜）に行われる放送機器点検のため、この時間帯の深夜放送を休止する日があり、その場合は午前2時までの短縮放送となる場合が多い（まれにこの番組をフルバージョンで放送した後2:15で放送休止となる場合がある）が、放送全体が休止となるケースはほとんどない。